# Schloss Bissingen

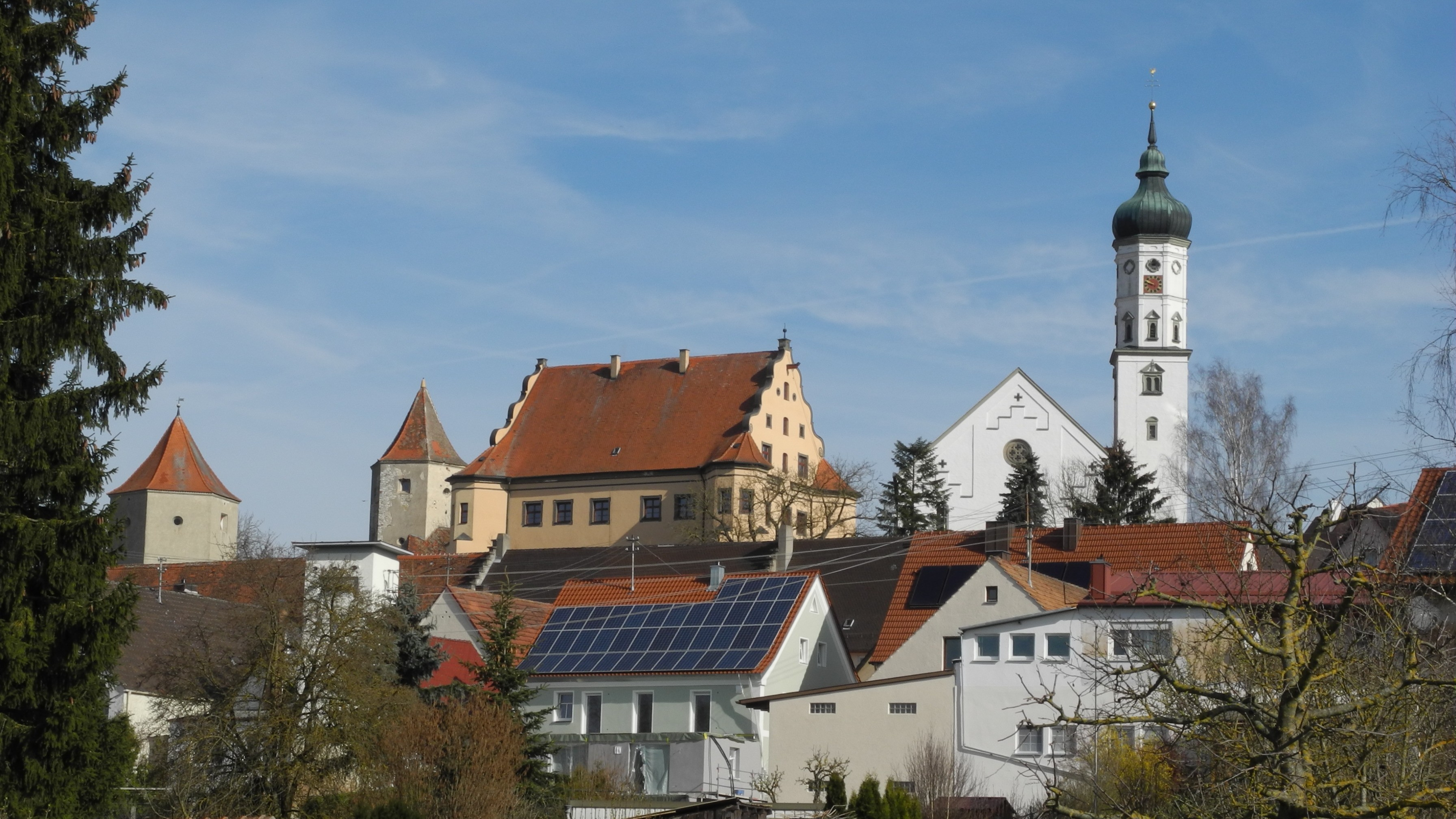
Bissingen

Schloss Bissingen ist ein dreigeschossiger, satteldachgedeckter Rechteckbau mit Volutengiebel und viereckigen Erkertürmen, die im dritten Obergeschoss ins Achteck übergehen. Es liegt im Markt Bissingen im Landkreis Dillingen an der Donau. Schloss und Kirche überragen den Ort und sind schon von weit her sichtbar.

## Geschichte

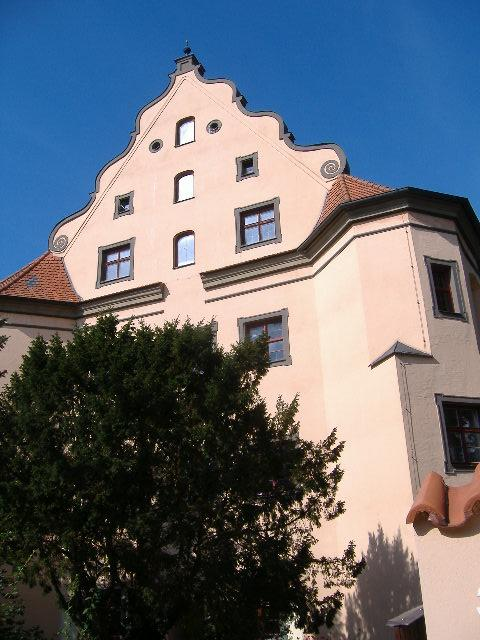
Südfront des Schlosses

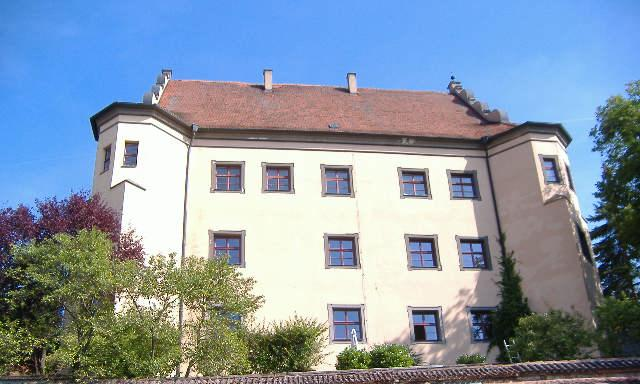
Ostfront des Schlosses

Um 1140 erster urkundlicher Nachweis eines Ortsadels mit Ruodbert von Bissingen. Nach wechselvoller Vergangenheit geriet Bissingen, das u. a. im Besitz der Grafen von Oettingen, der Herrn Schenk von Schenkenstein war, 1557 an den Augsburger Landsknechtsführer und Stadthauptmann Sebastian Schertlin von Burtenbach, der dort für seinen Sohn Hans das Schloss errichten ließ:

„Das Projekt wurde 1560 vollendet und einige Jahre später noch mit einer Mauer abgesichert. Der repräsentative Bau charakterisierte Bissingen als den zentralen Ort im Herrschaftsgebiet Hohenburg-Bissingen“

Bereits acht Jahre nach Fertigstellung des Schlosses erwarb Freiherr Konrad von Bemelberg der Jüngere 1568 nach dem Tod seines Vaters Konrad von Bemelberg d. Ä. 1567 die kleine Herrschaft Hohenburg-Bissingen. 1661 kam es wieder in den Besitz der Grafen von Oettingen-Wallerstein, die schon vor 200 Jahren dort herrschten. Das Schloss war mehrmals Witwensitz oettingscher Fürstinnen. Bis 1971 beherbergte es das Fürstlich-Wallersteinische Forstamt.
Von der Schlossanlage des 16. Jahrhunderts besteht noch der Schlossbau, der Schlosshof mit einigen Nebengebäuden sowie zwei Türme, die sog. Schertlintürme, die wohl als Ecktürme des Schlosshofes dienten.
Heute befindet sich das Schloss in Privatbesitz. Seit 2013 werden Konzertveranstaltungen mit internationalen Künstlern durchgeführt. Die neue Reihe heißt punkt5.

## Auszeichnung
2015 wurde das Schloss mit dem Denkmalpreis des Bezirks Schwaben ausgezeichnet.